# Polypsecadium harmsianum
Polypsecadium harmsianum là một loài thực vật có hoa trong họ Cải. Loài này được (Muschl.) O.E. Schulz miêu tả khoa học đầu tiên năm 1924.